# Marius gall császár
Marcus Aurelius Marius a Gall Birodalom császára volt 268-ban.

## Élete
A középkori történetírás szerint Marius kovácsmester volt és mint kereskedő került be a római hadseregbe, ahol gyorsan felfelé ívelt a pályafutása. Postumus halála után megragadta a katonai hatalmat és néhány napig császárként kormányozta a Gall birodalmat. A hatalomátvétele utáni harmadik napon egy olyan karddal ölték meg, melyet a saját üzemében készítettek korábban.
A háromnapos uralom valószínűleg a középkori történetírók túlzása volt, hiszen Marius pénzérmén is megtalálható, így aligha uralkodhatott csak néhány napig. Valószínűleg 2-3 hónapig lehetett a Gall Birodalom uralkodója.